# クレーム・ド・フランボワーズ
クレーム・ド・フランボワーズ（仏: Crème de framboise）はリキュールの一種。ラズベリー・ブランデー（Raspberry Brandy)と呼ぶこともある。
クレーム（1リットルあたり糖分が250グラム以上含まれるリキュール）のうち、フランボワーズ（ラズベリー）を用いたものである。
ベリー系のリキュールではクレーム・ド・カシスに次いで人気が高い。
粉砕したラズベリーの果実をスピリッツに漬けこんで作ったもので、果実の色から鮮やかな赤色～紅色になる。アルコール度数は20度から30度。
ヨーロッパでは古くから作られており、エギュベル修道院では13世紀から醸造されている。